# Brachyphoris oviparasitica
Brachyphoris oviparasitica är en svampart som först beskrevs av G.R. Stirling & Mankau, och fick sitt nu gällande namn av Juan Chen, L.L. Xu, B. Liu & Xing Z. Liu 2007. Brachyphoris oviparasitica ingår i släktet Brachyphoris och familjen vaxskålar.   Inga underarter finns listade i Catalogue of Life.